# 宮体詩
宮体詩（きゅうたいし）は、中国南北朝時代の南朝梁の第2代皇帝簡文帝蕭綱が皇太子時代、配下の文人であった徐摛・庾肩吾らとともに確立した詩体を指す。「宮体」とは「東宮（皇太子）の詩体」の意である。

## 特徴
特徴としては、女性の姿態や仕草、身につけている服飾品の描写を通して、男女の情愛を主題とする点にある。また型式面では、先代の沈約・謝朓らの「永明体」を継承し、詩の形式美・韻律美の追求に関して、より一層の整備が図られている。
簡文帝はさらに、徐摛の子の徐陵に命じ、これら宮体詩に加え、漢代からの「艶詩」を収録した詞華集『玉台新詠』を編纂させている。徐・庾親子の詩文は「徐庾体」と称されて、当時の人士の間で大いに流行した。宮体詩は南北朝後期に大いに流行し、南朝梁以後の南朝陳や北朝でも制作された。しかしその「綺羅脂粉」を重視する側面は、唐代以後、文学において儒教の復興が図られるようになると、しばしば文学の堕落として批判されるようになった。

## 代表的な詩人
- 蕭綱
- 徐摛
- 庾肩吾
- 徐陵
- 庾信
- 蕭繹
- 陳叔宝
- 江総

## 代表的な作品
| 梁簡文帝「詠内人晝眠（内人の昼眠を詠ず）」 | 梁簡文帝「詠内人晝眠（内人の昼眠を詠ず）」 | 梁簡文帝「詠内人晝眠（内人の昼眠を詠ず）」                         |
| 原文                                       | 書き下し文                                 | 通釈                                                               |
| ------------------------------------------ | ------------------------------------------ | ------------------------------------------------------------------ |
| 北窗聊就枕                                 | 北窓 聊（いささ）か枕に就（つ）き          | 北の窓でしばし枕について眠る                                       |
| 南檐日未斜                                 | 南檐 日 未だ斜めならず                     | 南の檐（のき）では日はまだ傾いていない                             |
| 攀鉤落綺障                                 | 鉤を攀（ひ）きて 綺障を落とし              | 鉤をひいて 緞子のとばりを落とし                                    |
| 插捩舉琵琶                                 | 捩（ばち）を插して 琵琶を挙ぐ              | 撥を挿して 琵琶をかたづける                                        |
| 夢笑開嬌靨                                 | 夢笑 嬌靨 開き                             | 夢での笑いで可愛いえくぼが開き                                     |
| 眠鬟壓落花                                 | 眠鬟 落花を圧す                            | 眠りの髻が散り落ちた花をおさえている                               |
| 簟文生玉腕                                 | 簟文 玉腕に生じ                            | 敷物の編み目（の跡）は玉のような腕につき                           |
| 香汗浸紅紗                                 | 香汗 紅紗を浸す                            | 香しい汗は紅いうすぎぬをぬらして透き通らせる                       |
| 夫婿恒相伴                                 | 夫婿 恒（つね）に相ひ伴はば                | （こんな格好をしていても）愛しい夫はいつも彼女のそばにいるのだから |
| 莫誤是倡家                                 | 誤る莫し 是れ倡家と                        | 彼女を倡女とは間違えない                                           |